# Wesir

Osmanischer Wesir mit seinen Çokadar (Begleitern zu Fuß)

Wesir (auch Vesir oder Visir, aus persisch وزیر, DMG vazīr; türkisch Vezir, französisch Vizir, englisch Vizier) bezeichnet einen seit dem Mittelalter so genannten hohen Regierungsbeamten im Kalifat und anderen islamischen Staaten. Das Amt des Wesirs nennt man Wesirat (persisch wezārat).

## Herkunft und Bedeutung
Die Urform des Wortes Wesir ist das persische Wort wazir, eine arabisierte Form des Mittelpersischen vecir. Der Titel wurde von den persischen Barmakiden eingeführt, die während der Herrschaft der Abbasiden Macht und Autorität erlangten. Das Vorbild dafür stellte das Hofamt des Wuzurg-Framadar im Sassanidenreich dar.
Der Wesir war ein Helfer, aber auch Repräsentant des Kalifen, vergleichbar mit heutigen Sicherheitsberatern und Ministern. Die Wesire gingen aus der sich im Kalifat bildenden Schreiberkaste hervor, die hauptsächlich aus Persern bestand. Die Schreiber übten die weltliche Verwaltung und Gerichtsbarkeit im Namen des Kalifen aus und bildeten damit die Ergänzung der überwiegend durch den Islam geregelten Rechtsprechung. Der Wesir übernahm immer mehr Regierungsämter und übte damit im Laufe der Zeit ein mächtiges Hofamt aus. Die mächtige Wesirfamilie der Barmakiden (siehe oben) wurde erst von Hārūn ar-Raschīd (786–809) im Jahre 803 entmachtet und aus den wichtigsten Ämtern entfernt.  An der Wende vom 9. zum 10. Jahrhundert war der Wesir aus der Gruppe der Mamluken bereits der mächtigste Mann im Kalifenstaat und drängte den Kalifen in die Position des ausschließlichen geistlichen Oberhauptes.

## Großwesir
Der Oberste Wesir oder Großwesir (Wasir-e Azam bzw. Sadr Azam) war in diversen muslimischen Staaten der vom Herrscher eingesetzte Regierungschef und somit der zweite Mann im Staate, insbesondere in den Reichen der Seldschuken, Ghaznawiden, im Osmanischen Reich, bei den Safawiden und im Mogulreich. Weitere Synonyme: Auserwählter Wesir, Erster unter den Wesiren, Erster Wesir, Großer Wesir.
Im Osmanischen Reich wurden den Großwesiren als Rangabzeichen fünf, den Wesiren drei Rossschweife (Tugh) vorangetragen; den ihnen untergeordneten Paschas standen nur zwei, selten auch drei Rossschweife zu. Dieser Brauch wurde von Sultan Mahmud II. (1808–1839) abgeschafft.
In der Türkei  wurde der Titel 1922 abgeschafft, wie vorher bereits das Sultanat und später das Kalifat. Der Amtsträger hieß dort bis zur Verfassungsreform 2018 Ministerpräsident.

## Heutige Bedeutung
In Iran, Ägypten, Afghanistan und Usbekistan bedeutet das Wort heute „Minister“ und wird so auch  im täglichen Gebrauch benutzt. Darüber hinaus ist dieser Begriff in der Form waziri und in der Bedeutung von „Minister“ auch im Swahili gebräuchlich, einer Sprache, die stark durch das Arabische und Persische beeinflusst worden ist.
Auf Persisch wird die Dame im Schachspiel farzin genannt. Dabei ist dieses Wort zugleich ein Synonym für wazir mit der Bedeutung Minister.

## Der Wesir in der Ägyptologie
In der Ägyptologie wird der Titel Tjati als Wesir übersetzt. Das derart bezeichnete Amt ist schon seit dem Alten Reich bezeugt. Es handelt sich um den ersten und obersten Beamten, der der zweite Mann im Staat nach dem Pharao war. Im Alten und im Mittleren Reich Ägyptens gab es jeweils nur einen Wesir. Im Neuen Reich gab es für die Reichsteile Oberägypten und Unterägypten jeweils einen Wesir. Diese Zweiteilung des Amtes ist auch für die Spätzeit bezeugt. Der Wesir war der Mittelsmann zwischen Pharao und den anderen Beamten. Er war die oberste juristische Instanz im Land und Koordinator der Provinzialverwaltung, die von Gaufürsten geleitet wurde.
In einigen Grabanlagen von Wesiren des Neuen Reiches fand sich die sogenannte „Dienstanweisung für den Wesir“, die über die täglichen Aufgaben und Pflichten der Wesire berichtet.